# Conan II
Conan II (ur. 1030 w Rennes, zm. 11 grudnia 1066 w Château-Gontier), książę Bretanii, syn księcia Alana III i Berty, córki Odona II, hrabiego Blois.

## Życiorys
Po śmierci swojego ojca w 1040 r. został księciem Bretanii. Miał wtedy 10 lat. Przez pierwsze 20 lat jego rządów regencję sprawował wuj Conana, Odon de Penthievre. Około 1055 Odo odmówił zrzeczenia się władzy na rzecz bratanka, za co został w 1057 uwięziony.
Przez cały okres swoich rządów Conan musiał stawić czoła buntom możnych i najazdom księcia Normandii Wilhelma II. W 1064 roku z powodu wsparcia przez Normanów buntu w Bretanii, doszło do otwartej wojny bretońsko-normańskiej, w czasie której Harold Godwinson wsparł Wilhelma. Według tkaniny z Bayeux Conan skapitulował przed księciem Normandii w 1065 w Chateau de Dinan, choć inne źródła wskazują na wyczerpanie się zapasów normańskich wojsk i wycofanie się z Bretanii. W 1066 r. Wilhelm zdecydował się wyruszyć do Anglii i walczyć o tamtejszą koronę. Przed wyruszeniem na wyprawę rozesłał listy do sąsiednich władców prosząc o nieatakowanie Normandii podczas jego nieobecności, gdyż wyprawa Wilhelma odbywa się pod patronatem papieża. Po otrzymaniu listu od Wilhelma Conan odpowiedział, że skorzysta z szansy jaką daje wyjazd księcia i zaatakuje Normandię. Niedługo później zmarł, prawdopodobnie otruty zatrutymi rękawicami jeździeckimi. O morderstwo posądzano Wilhelma.
Conan nigdy się nie ożenił i nie pozostawił potomstwa. Po jego śmierci Bretanię odziedziczył jego szwagier, Hoel, hrabia Cornouaille.

## W kulturze
W serii gier wideo, Crusader Kings, jednym z grywalnych władców jest Konan mab Alan de Rennes, przedstawiony jako książę Bretanii.